# ダグザ
ダグザ (Dagda) は、ケルト神話に登場する神。トゥアハ・デ・ダナーン（ダーナ神族）の最高神。ダグダとも。

## 概要
ダグザの名は、dago-Deiwosというケルト祖語が転化したもので、「善き神」「偉大な神」を意味する。別称にエオヒド・オラティル（Eochaidh Ollathir、偉大なる父エオヒド）、ルアド・ロエサ（Ruad Rofhessa、知に富む偉大なる者、大いなる知恵の権力者）がある。
ダーナ神族の長老ともいうべき存在で、豊穣と再生を司る。詩歌や魔術にも大いに優れ、ドルイドを統括している。
エラタと母神ダヌの息子。オグマ、ミディール、オェングス、ブリギッド、ボォヴたちの父。
破壊と再生、生と死の両方の力を併せ持つ巨大な棍棒、天候を自在に操ることで豊作を招き、感情や眠りを誘うことができる三弦の金の竪琴、そしてダーナ神族四秘宝の一つにして無限の食料庫である大釜を所持している。
その外見は太った姿の髭を生やした大男とされ、丈の短い衣を身に着け、毛皮の長靴を履いている。ダグザのこうした外見は「戯れやからかいの対象として神や父祖を扱う古代の傾向の顕著な例」や「豊穣の神として彼がそなえる象徴的な意味」と解釈されている。
北欧神話のオーディンやガリアのスケルス、ローマ神話のディス・パテルはダグザに共通性が見られる神格とされる。
最高神らしく明朗な性格で、万能ぶりから多くの女神たちに慕われた一方、奔放さや野卑な面も持ち合わせる。粥が大好物であり、しばしば粥好きが高じて痛い目にもあっている。たとえばフォモール族と戦うために、ルーがダグザを偵察に差し向けたところ、敵がダグザを引き留めるために作った大量の粥を食べていて帰還が遅れてしまったという。ダグザは武芸にも秀で、フォモール族との戦いを前に、「全ての神々の偉業を私一人でやってのけよう」という万能神らしい宣言をしている。
戦いの後彼はルーの後任の形でトゥアハ・デ・ダナーンの王を務めた。最終的にはマグ・トゥレドの二度目の戦いにおいてケスリンの投槍によって受けた傷が原因で死亡したが、これは戦いから実に120年後の出来事であった。
オェングスは女神ボアーンとの間の息子である。夜にボアーンの夫ネフタンが帰ってくると逢瀬が見つかってしまうので、ダグザはオェングスが生まれるまでの9ヶ月もの間、太陽を出したままにしたという。
ダグザの（あるいはエルクワーラの）王宮「ブルー・ナ・ボーニャ」には、ミディールの元で成長したオェングスが、昼と夜、つまり永遠に住むこととなった。